# Smak sveta (strip, Dilan Dog)
Smak sveta je epizoda Dilan Doga objavljena u Srbiji premijerno u svesci #184 u izdanju Veselog četvrtka. Na kioscima se pojavila 17. marta 2022. Koštala je 350 din (2,9 €; 3,36 $). Imala je 94 strane.

## Originalna epizoda
Originalna epizoda pod nazivom Casca il mondo objavljena je premijerno u #393 regularne edicije Dilana Doga u Italiji u izdanju Bonelija. Izašla je 30. maja 2019. Naslovnu stranicu je nacrtao Điđi Kavenađo (Gigo Cavenago). Scenario su napisali Barbara Baraldi, nacrtao Bruno Brindizi. Koštala je 4,4 €.

## Kratak sadržaj
Nakon košmara o smaku sveta, Dilana budi zvono. Na vratima je mala devojčica po imenu Lusi Hamilton koja tvrdi da je došla peške iz Ist Enda u kome se desio zemljotres nakon čega je izgubila roditelje. Dilan pokušava da joj pomogne da pronađe roditelje, ali u toj potrazi pronalazi stvari koje nije očekivao da će naći.

## Odbrojavanje do udara meteora
Od #178 počelo je zvanično veliko finale i odbrojavane (na naslovnim stranama) do udara meteora u Zemlju. U ovoj epizodi do udara meteora ostalo je još 7 epizoda.  Ovo odbrojavanje traje do #399, tj. #400 originalne serije, tj. do #191-2 Veselog četvrtka. (Veseli četvrtak je već objavio #400 pod nazivom A danas apokalipsa u luksuznom izdanju 19. novembra 2020. na formatu A4.) Nakon ove epizode, serijal Dilan Doga je resetovan. (Ovo je već drugi Bonelijev junak koji je doživeo reset. Prvi je bio Mister No.)

## Prethodna i naredna epizoda
Prethodna sveska nosila je naslov Zametak (#183), a naredna Večna godišnja doba (#185).

## Ostali stripovi pod istiom nazivom
Ovu epizodu ne treba mešati sa epizodom Smak sveta koja je objavljena 2. juna 2016. u ediciji Superbook #36 (u kojoj se Dilan pojavljuje zajedno sa Marti Misterijom), kao sa epizodom Smak sveta Marti Mistreije, koja je objavljena 16. avgusta 2018. u #48 redovne edicije Veselog četvrtka.